# ウイルス性脳炎
ウイルス性脳炎（ウイルスせいのうえん、英語:viral encephalitis）・ウイルス性急性脳症（ウイルスせいきゅうせいのうしょう）・急性脳症とは、ウイルス感染症の重篤な合併症で、中枢神経症状を主とするもの。急性脳症の定義として統一されたものはないが、病理学的には「急激で広範囲な非炎症性脳浮腫による機能障害」、臨床的にはほとんどの場合、感染症に続発し、急性発症して意識障害を主徴とする症候群とされる。
日本では年間400～700人が発症すると推定されており、特に乳幼児に多い。

## 概念
ごく一部のもの（ヒト免疫不全ウイルス、C型肝炎ウイルスなど）を除き、大部分のウイルス感染症は自然軽快傾向を持ち、細菌感染症に対する抗菌薬のような、特異的治療を必要としない。また特異的治療自体存在しない感染症がほとんどである（例外：インフルエンザに対するオセルタミビル、単純ヘルペスウイルスや水痘・帯状疱疹ウイルスに対するアシクロビルなど）。
しかしときに、ウイルス感染には重篤な合併症を伴うことがある。重篤な合併症の例としては血球貪食症候群、急性呼吸窮迫症候群 (Acute Respiratory Distress Syndrome;ARDS)、播種性血管内凝固症候群などがあるが、中枢神経症状を主体とする合併症をウイルス性急性脳症と呼ぶ。

## 原因
インフルエンザウイルスによる急性脳症（インフルエンザ脳症）が特に有名で、21世紀初頭に（特に日本で）社会問題化した。しかし、その他さまざまなウイルス（エンテロウイルス属、アデノウイルス、ロタウイルス、ノロウイルスなど）が急性脳症を引き起こす可能性がある。多くの場合、ウイルス性急性脳症の原因ウイルスは不明であり、「ウイルス感染」もあくまで推定であるケースが多い。
麻疹、突発性発疹などでも中枢神経症状を合併することがあるが、髄液中の細胞数が増加し、髄液からウイルスを分離できることもある。単純ヘルペスウイルスによる脳炎は、
頻度こそ少ないものの重篤である（単純ヘルペス脳炎を参照）。

## 症状
ウイルス感染による通常の症状が先行することが多い。つまり、発熱、咳・鼻汁、下痢、咽頭痛や頭痛などの、いわゆる｢かぜ症状｣である。
急性脳症は、ウイルス感染を発症してから数時間～数日後に、意識障害、痙攣、異常行動（奇声をあげる、意味のわからない発言や行動など）、不随意運動などで発症する。徐々に神経症状が悪化してくる場合もあるが、重症の場合は突然の痙攣･意識障害であることが多い。髄膜刺激症状は、みられないことが多い。
ウイルス性急性脳症の重症度にはかなりの幅があり、ウイルス感染症に伴う熱性痙攣との境界は明確ではない。熱性痙攣の痙攣が長引き、意識が戻るのに多少時間がかかるといった程度の軽症例から、致命的になったり重篤な後遺症を残す重症例まで存在する。
重症のウイルス性急性脳症では、血球貪食症候群や播種性血管内凝固など、他の重篤な合併症を伴うことが多い。このような合併症を伴った例は、最終的に多臓器不全の状態に陥る危険が大きく、生命予後も悪い。

## 検査
髄膜炎・脳炎の鑑別のため、また原因究明のため、髄液検査が行われることが多い。しかし、ウイルス性急性脳症では、多くの場合髄液所見は正常であり、髄液からウイルスは分離されない。
血液所見は、初期には異常がみられないことが多い。中枢神経を含めた組織破壊が進むと、トランスアミナーゼ (AST,ALT)、乳酸デヒドロゲナーゼ (LDH)、クレアチニンキナーゼ (CK) などの上昇がみられる。CRPは正常ないし軽度上昇にとどまることも、著しい上昇を示すこともある。
また、血球貪食症候群などの合併症を発症した場合には、それらの合併症に応じた異常所見がみられる。
脳波では高振幅徐波がみられることが多く、意識の低下を反映している。棘波の連続や棘徐波複合が多数見られる場合には、痙攣がコントロールされていないことを示唆する。
頭部CTやMRIでは、初期には異常がみられないか、大脳全体の浮腫がみられる。その後の経過はさまざまで、局所性の壊死がみられる場合や、大脳全体の萎縮を認める場合がある。もちろん、正常な状態に戻ることもある。
原因究明のために咽頭ぬぐい液や血液、髄液、便などからウイルス分離を試みることもあるが、検査の感度は高くないため、原因は不明となることがしばしばである。

## 病態生理
どのようにして急性脳症を発症し、どのようにして重症化していくかといったことや、同じウイルスに感染してもなぜごく一部の人だけが急性脳症を発症するのかといったことは、十分に明らかになっていない。中枢神経疾患のような基礎疾患を持つ患者では急性脳症が重症化しやすい、といったことは経験的には知られているが、科学的に証明はされていない。
感染を起こしたウイルスに対する過剰な免疫反応が、全身の血管（脳の血管を含む）に炎症を起こすことにより、中枢神経症状や多臓器不全を発症するという仮説がある。

## 治療
ウイルス感染症に特異的な治療法がある場合、それを行うが、特に重症なウイルス性急性脳症では、ウイルス感染だけを治療しても予後の改善は期待できない。
しかし、急性脳症に対する標準的治療というものは確立されていない。これは、疾病自体が多いものではないこと（このためデータが少ない）に加え、重篤な疾病であるためにある治療法と他の治療法を比較して検討する、ということが困難なためである。
このような状況の中で、以下のような治療が試みられる。
- 脳圧降下薬…濃グリセリン、マンニトールなど。脳浮腫を改善し、脳の血流の改善を図る。
- ガンマグロブリン大量投与、メチルプレドニソロンパルス療法、サイクロスポリンA…いずれも、過剰な免疫反応を抑制し、血管炎を改善することを目的としている。
- 血漿交換…血液浄化法の一つ。血液のうち、液体成分（赤血球や白血球などの細胞以外の部分）を献血から得られた新鮮凍結血漿 (FFP) と置換することにより、血漿に含まれる抗体や免疫複合体、炎症性サイトカインなど、過剰な免疫応答と炎症に関与する物質を除去することを目的としている。
- 脳低体温療法…あえて低体温とすることにより、脳組織の保護を図る。この治療を行うことのできる施設は、きわめて限られている。有効性の実証がされていないこともあり、広くは行われていない。

## 予後
一口に急性脳症といっても、重症度にはかなりの幅があり、一概に予後を述べることはできない。
しかし、コントロール困難な痙攣重積、持続する意識障害、他の合併症の出現などを呈した重症例では、3割程度が死亡、3割程度が後遺症を残すとされ、予後不良な疾患ということができる。